# Blå sjön, Kroatien
Blå sjön (kroatiska: Modro jezero eller Plavo jezero) är en insjö i Kroatien. Den är belägen vid Imotski i Split-Dalmatiens län i landskapet Dalmatien. Sedan år 1964 uppbär sjön skyddsstatus som geomorfologiskt naturminne i Kroatien.

## Beskrivning
Blå sjön är ett geologiskt naturfenomen och turistattraktion. Precis som den närliggande Röda sjön är Blå sjön en karstsjö som ligger i ett djupt slukhål som uppkommit då en underjordisk grotta kollapsat. Slukhålets totala djup från den omgivande kanten är cirka 220 meter medan sjöns vattendjup beroende på säsong varierar mellan 0 och 147 meter. Blå sjön har inga till- eller utflöden utan förses med vatten från ett system av underjordiska sprickor i sjöns botten. Det hydrostatiska trycket i dessa sprickor får sjöns vattennivå att stiga. Vattendjupet varierar efter säsong och påverkas bland annat av regnmängd och på våren även snösmältning från de omgivande bergen. 
År 1907 anlades en väg till sjön och år 1942 orsakade en jordbävning en utökning av vattenavledande sprickor vilket lett till att sjön sedan dess periodvis allt oftare torkar ut.